# Słowosieć
Słowosieć (ang. PlWordNet) – baza danych leksykalno-semantycznych języka polskiego typu wordnet. Zawiera zestawy synonimicznych jednostek leksykalnych (synsety) opisanych krótkimi definicjami. Słowosieć służy jako słownik, w którym pojęcia (synsety) i poszczególne znaczenia wyrazów (jednostki leksykalne) zdefiniowane są poprzez miejsce w sieci wzajemnych relacji, odzwierciedlających system leksykalny polszczyzny. Słowosieć jest także wykorzystywana jako jeden z podstawowych zasobów do budowy programów przetwarzających język polski.

## Powstanie
Słowosieć powstaje od 2005 roku. Prace finansowane z funduszy Ministerstwa Nauki i Szkolnictwa Wyższego oraz ze środków unijnych prowadzi Centrum Technologii Językowych CLARIN-PL przy Katedrze Sztucznej Inteligencji Wydziału Informatyki i Komunikacji Politechniki Wrocławskiej.
Słownik jest budowany od podstaw przez leksykografów i specjalistów z dziedziny inżynierii języka naturalnego. Pierwszą wersję Słowosieci opublikowano w 2009 roku – zawierała 20 223 lematy, 26 990 jednostek leksykalnych i 17 695 synsetów. Słowosieć w wersji 4.0 dostępna jest od 2018 roku. Aktualnie dostępna jest wersja 4.2.

## Zawartość

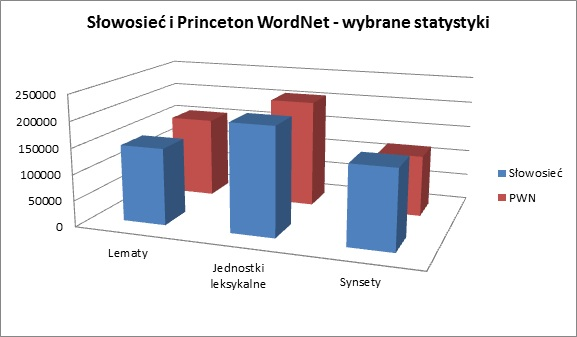
Dane z dn. 30.05.2014

Obecnie Słowosieć zawiera prawie 195 tys. lematów, 295 tys. jednostek leksykalnych oraz 228 tys. synsetów. Pod względem liczby jednostek leksykalnych osiągnęła większy rozmiar niż Princeton WordNet, największy dotąd wordnet na świecie.
W Słowosieci znajdują się rzeczowniki (135 tys.), czasowniki (21 tys.), przymiotniki (29 tys.) i przysłówki (8 tys.). Każde znaczenie danego wyrazu to osobna jednostka leksykalna. Jednostki, które oznaczają to samo pojęcie, a nie różnią się istotnie rejestrem stylistycznym, zostały połączone w synsety, czyli zestawy synonimów.
Każda jednostka leksykalna przypisana jest do jednej z domen (kategorii semantycznych), wskazujących na jej ogólne znaczenie. Domeny odpowiadają lexicographers’ files WordNetu Princeton.

### Kategorie semantyczne w Słowosieci
| Domeny rzeczownika | Domeny czasownika | Domeny przymiotnika |
| --- | --- | --- |
| - bez hiperonimu (bhp) - cecha (cech) - cel (cel) - czas (czas) - część ciała (czc) - emocje (czuj) - czynność (czy) - grupa (grp) - ilość (il) - jedzenie (jedz) - kształt (ksz) - miejsce (msc) - osoba (os) - porozumiewanie się (por) - posiadanie (pos) - proces (prc) - roślina (rsl) - obiekt naturalny (rz) - substancja (sbst) - stan (st) - systematyka (sys) - myślenie (umy) - wytwór (wytw) - zdarzenie (zdarz) - zjawisko naturalne (zj) - zwierzę (zw) - relacja (zwz) | - odczuwanie (cczuj) - jedzenie (cjedz) - porozumiewanie się (cpor) - posiadanie (cpos) - stan (cst) - myślenie (cumy) - wytwarzanie (cwytw) - kontakt fizyczny (dtk) - higiena (hig) - pogoda (pog) - postrzeganie (pst) - ruch (ruch) - życie społeczne (sp) - rywalizacja (wal) - zmiana (zmn) | - przymiotnik odprzymiotnikowy (grad) - przymiotnik jakościowy (jak) - przymiotnik odczasownikowy (odcz) - przymiotnik relacyjny (rel) |

Część jednostek leksykalnych opatrzona jest informacją o rejestrze stylistycznym, krótką definicją, przykładem użycia oraz linkiem do odpowiedniego artykułu w Wikipedii.

### Informacje o jednostce leksykalnej
Tabela przedstawia informacje o przykładowej jednostce – miasto uzyskane za pomocą narzędzia Słowosieci (Narzędzie).
| Rzeczownik   | Miasto |
| ------------ | --- |
| Domena       | miejsce i umiejscowienie |
| Kwalifikator | ogólny |
| Definicja    | duży, gęsto zabudowany i zaludniony teren posiadający odrębną administrację; miejsce życia ludzi pracujących w przemyśle lub usługach.       |
| Przykład     | W mieście człowiek ma większą szansę na zrobienie kariery i zarobienie pieniędzy, choć jednocześnie łatwiej tam niż na wsi popaść w ubóstwo. |

Najważniejszym elementem definiującym znaczenia są relacje językowe (leksykalno-semantyczne i derywacyjne), które łączą zarówno całe synsety (relacje synsetów), jak i pojedyncze jednostki leksykalne (relacje jednostek). We wspólnym synsecie znajdują się tylko takie jednostki leksykalne, które współdzielą zestaw relacji semantycznych.
Na podstawie relacji przypisanych do synsetów i jednostek leksykalnych możliwe jest zbudowanie narzędzia rozpoznającego, które znaczenie wyrazu występuje w tekście.

### Wybrane relacje rzeczownika
Tabela zawiera wykaz wybranych relacji rzeczownika.
| Relacja           | Test | Przykład                                        |
| ----------------- | --- | ----------------------------------------------- |
| synonimia         | - Jeśli jest X-em, to jest też Y-em - Jeśli jest Y-em, to jest też X-em | {kot2; kot domowy1}                             |
| bliskoznaczność   | - X i Y mają ten sam hiperonim, zbiory ich hiponimów nie pokrywają się - X i Y nie są synonimami - Jeżeli jest X, to także jest Y [pomijając różnicę rejestrów stylistycznych] - Jeżeli jest Y, to także jest X [pomijając różnicę rejestrów stylistycznych] | {chłopiec1}, {gówniarz1}                        |
| hipo-/hiperonimia | - Jeżeli ktoś/coś jest X-em, to musi być Y-em (X ⇒ Y) - Jeżeli ktoś/coś jest Y-em, to niekoniecznie jest X-em - Jeżeli ktoś/coś nie jest Y-em, to nie może być X-em                                                                                          | {buk1} jest rodzajem {drzewo liściaste1}        |
| mero-/holonimia   | - X jest częścią Y - Y nie jest częścią X - Y jest całością, której częścią jest X | {poduszka powietrzna1} jest częścią {samochód1} |

Polskie synsety są ponadto łączone z synsetami Princeton WordNet za pomocą zestawu relacji międzyjęzykowych, wskazujących na różnego rodzaju powiązania semantyczne (np. synonimię, synonimię częściową, hiponimię). Jak dotąd zrzutowanych zostało 91 578 synsetów (tj. ok. 2/3 synsetów Słowosieci, w tym głównie rzeczowniki). Rzutowanie umożliwia zastosowanie Słowosieci w tłumaczeniu maszynowym, np. jest ona wykorzystywana w tłumaczeniach oferowanych przez Tłumacz Google. Słowosieć łączona jest także ze słownikiem walencyjnym predykatów języka polskiego Walenty.

## Zastosowania
Słowosieć jest dostępna na licencji umożliwiającej jej bezpłatne przeglądanie. Użytkownikom udostępniana jest w postaci elektronicznego słownika online, aplikacji mobilnej i usługi sieciowej.
Wybrane zastosowanie Słowosieci:
- budowa i rozwijanie narzędzi do automatycznego przetwarzania języka,
- ujednoznacznianie pojęć,
- automatyczna klasyfikacja tekstów,
- tłumaczenia automatyczne,
- leczenie afazji,
- słownik polsko-angielski i angielsko-polski,
- semantyczny słownik języka polskiego,
- słownik synonimów i wyrazów bliskoznacznych,
- słownik antonimów.